# Harrisia adscendens
Harrisia adscendens ist eine Pflanzenart in der Gattung Harrisia aus der Familie der Kakteengewächse (Cactaceae). Das Artepitheton adscendens stammt aus dem Lateinischen, bedeutet ‚aufsteigend‘ und verweist auf die Wuchsform der Art.

## Beschreibung
Harrisia adscendens wächst strauchig mit reich sparrig verzweigten, anfangs aufrechten, später überhängenden  oder spreizklimmenden Trieben und bildet einen auffälligen Stamm aus. Die Triebe weisen Durchmesser von 2 bis 5 Zentimeter auf und sind 5 bis 8 Meter lang. Es sind sieben bis zehn niedrige, gerundete Rippen vorhanden, die längliche Höcker bilden. Die vier bis zehn kräftigen, an ihrer Basis verdickten, gelblichen bis gräulichen Dornen besitzen eine dunklere Spitze und sind 1 bis 3 Zentimeter lang.
Die Blüten erreichen eine Länge von 15 bis 18 Zentimeter. Ihr Perikarpell und die Blütenröhre sind mit Schuppen und langen Haaren besetzt. Die kugelförmigen, aufreißenden, roten Früchte sind etwas gehöckert. Sie weisen Durchmesser von 5 bis 6 Zentimeter auf.

## Verbreitung, Systematik und Gefährdung
Harrisia adscendens ist im Nordosten Brasiliens vom Bundesstaat Bahia bis in den Süden von Ceará und Paraíba in Höhenlagen von 50 bis 700 Metern verbreitet.
Die Erstbeschreibung als Cereus adscendens erfolgte 1908 durch Max Gürke. Nathaniel Lord Britton und Joseph Nelson Rose stellten die Art 1920 in die Gattung Harrisia. Ein weiteres nomenklatorisches Synonym ist Eriocereus adscendens (Gürke) A.Berger (1929).
In der Roten Liste gefährdeter Arten der IUCN wird die Art als „Least Concern (LC)“, d. h. als nicht gefährdet geführt.

## Nachweise